# Кундас
Кундас (в верховье Папухаара; фин. Alimmainen Papuhaara — Алиммайнен-Папухаара) — река в Финляндии и России, протекает по Лапландии (8 км) и Мурманской области (31 км) соответственно. Устье реки находится в 41 км по левому берегу реки Гирвас. Длина реки составляет 39 км, площадь водосборного бассейна 477 км².
Некоторые источники считают Кундас притоком реки Тепси, что делает его короче на 6,2 км.

## Притоки
- В 6,2 км от устья, по правому берегу реки впадает река Тепси[2].
- В 22 км от устья, по левому берегу реки впадает река Глубокая[2].

## Данные водного реестра
По данным государственного водного реестра России относится к Баренцево-Беломорскому бассейновому округу, водохозяйственный участок реки — Тулома от истока до Верхнетуломского гидроузла, включая Нот-озеро. Речной бассейн реки — бассейны рек Кольского полуострова, впадает в Баренцево море.
Код объекта в государственном водном реестре — 02010000312101000001783.